# Internalisering
Internalisering har forskellige definitioner, afhængig af området termen anvendes i. Generelt er internalisering processen at indoptage omverdenens normer og værdier i sin personlighed. (Internalisering er det modsatte af eksternalisering.)
Sigmund Freud mente, at et barn identificerer sig med sine forældre, og at denne identificering resulterer i en internalisering af forældrenes holdninger og værdier. Internaliseringen har at gøre med udviklingen af overjeget, som indebærer en indre styring i personligheden.
Internalisering bliver ofte associeret med indlæring (f.eks. af ideer eller færdigheder) og senere anvendelse af, hvad der blev lært i indlæringen. Internaliseringstanken har derfor værdi i uddannelse. 

## Religionsskift
En persons internalisering af normer kan ske efter et religionsskift eller i processen i den mere generelle moralomvendelse.